# Mbandaka
Mbandaka er en by i den vestlige del af Demokratiske Republik Congo, med 1.187.837 (2015) indbyggere. Byen, der ligger ved sammenløbet af floderne Ruki og Congo, blev grundlagt i 1883 af den opdagelsesrejsende Henry Morton Stanley med navnet Équateurville. Den er hovedstaden i provinsen Équateur.
Den ligger syd for Ngiri-reservatet, et stort område med sumpskov på den modsatte bred af Congo, ligger det i midten af Tumba-Ngiri-Maindombe vådområdet.
Hovedkvarteret for den fjerde flåderegion i Flåden i Den Demokratiske Republik Congo ligger  i byen.

WHO konstaterede de første tilfælde af   Ebola i en større by i DRC den 16. maj 2018